# Дампа Сонам Г'ялцен
Лама Дампа Сонам Г'ялцен (тиб. བླ་མ་དམ་པ་བསོད་ནམས་རྒྱལ་; 16 травня 1312– 23 липня 1375) — 14-й сак'я-трицзін (настоятель-правитель) школи Сак'я і 4-й данса-ченпо Тибету у 1344—1347 роках, тибетський історик  і коментатор буддійських текстів. Відомий також як Саджа Соднамджалцан.

## Життєпис
Походив з аристократичного роду Чжамьянгон з клану Кхен. Син Санпопала, сак'я-трицзін (настоятеля) школи Сак'я і данса-ченпо (старшого теократичного очільника) Тибету, та Мачіг Шонну Бум. Народився 1312 рок, отримавши ім'я Н'їма Дева'і Лотро. Здобув класичну освіту школи Сак'я з тибетського буддизму, а від вчителя Будон Рінчендуба отримав пізнання з калачакри.
1323 року після поділу володінь між братами, долучився до гілки Рінченан на чолі з рідним братом Джам'ян Донйо Г'ялценом. Згодом отримав від імператора Єсун-Темура посаду бейлан-вана (на кшталт віцекороля) Кхама, Амдо і У-Цанга. 1328 року отримав попередне чернече висвячення, змінивши ім'я на Сонам Г'ялцен. 1331 року прийняв остаточні чернечі обітниці.
1341 року допоміг Джам'ян Донйо Г'ялцену повалити зведеного брата — данса-ченпо (старшого настоятеля-правителя) Хацун Намхе Лекпа Г'ялцена. У 1342 році долучився до придушення повстання Чанчуби Г'ялцена, тимпона (темника) Пагмодрупи. 1344 року після смерті брата став новим данса-ченпо.
Продовжив війну з Чанчубою Г'ялценом, відправивши 1346 року проти нього загони тимпонів Н'яла і Е, але ті зазнали поразки. Невдовзі дпон-чен (цивільний адміністратор) Г'ялва Санпо зуміг підступом захопити Чанчубу Г'ялцена. Поступово Дампа Сонам Г'ялцен почав відновлювати владу Сак'я в Тибеті. Але у 1347 році Г'ялва Санпо раптово рішенням імператора Тоґон-Темура було замінено на Ванцона, можливо, внаслідок інтриг діші Кюнга Г'ялцен Пелсанпо. У відповідь Г'ялва Санпо звільнив Чанчубу Г'ялцена. На користь цього також свідчить раптова відставка самого Сонам Г'ялцена того ж року. Його замінив син Кюнга Г'ялцен Пелсанпо — Лодро Г'ялцен.
Продовжив відігравати важливу політичну роль. Протягом 1350-х років був посередником між Чанчубу Г'ялценом і Лотро Г'ялценом, але без значного успіху. У 1360-х роках багато зробив для відродження монастиря Сам'є, що існував за часів Тибетської імперії.
1373 року очолив збори світських і духовних володарів в Недонзі, що затвердило владу Джам'ян Шак'я Г'ялцена в Тибеті. Помер 1375 року.

## Творчість
Був визначним релігійним практиком, його учнями були Чанчуба Г'ялцен, якого надихав також політичними ідеями відродження Тибетської імперії, а також Лонгченпа і Чже Цонкапа.
Є автором історичної праці «Світле свічадо царських родоводів», де прослідковується історія Тибету від заснування всесвіту до XIV ст. Є важливим джерелом з давньої тибетської історії. Разом з тим тенденційно подає події з огляду прихильника буддизму та відносин китайських і тибетських володарів.
Також склав коментарі до буддійських трактатів «Праманавартика», «Абхісамаяланкара», «Бодхісаттвачар'яватара» та праць Нагарджуни.